# Prix des Deux Magots
Prix des Deux Magots – francuska nagroda literacka przyznana po raz pierwszy w 1933 przez pisarza Rogera Vitraca na tarasie kawiarni Les Deux Magots w Paryżu. Honorowane są francuskie młode talenty literackie.

## Laureaci
- 1933	Raymond Queneau Le Chiendent
- 1934	Georges Ribemont-Dessaignes Monsieur Jean ou l'Amour absolu
- 1935	Jacques Baron Charbon de Mer
- 1936	Michel Matveev Étrange Famille
- 1937	Georges Pillement Plaisir d'Amour
- 1938	Pierre-Jean Launay Léonie la Bienheureuse
- 1941	J.M. Aimot Nos mitrailleuses n'ont pas tiré
- 1942	Olivier Séchan Les Corps ont soif
- 1944	Jean Milo L'Esprit de famille
- 1946	Jean Loubes Le Regret de Paris
- 1947	Paule Malardot L'Amour aux deux visages
- 1948	Yves Malartic Au Pays du Bon Dieu
- 1949	Christian Coffinet Autour de Chérubine
- 1950	Antoine Blondin L´Europe buissonnière
- 1951	Jean Masarès Le Pélican dans le désert
- 1952	René-Jean Clot Le Poil de la Bête
- 1953	Albert Simonin Touchez pas au grisbi
- 1954	Claude Cariguel S
- 1955	Pauline Réage Histoire d'O
- 1956	René Hardy Amère Victoire
- 1957	Willy de Spens Grain de Beauté
- 1958	Michel Cournot Le Premier Spectateur
- 1959	Henri-François Rey La Fête Espagnole
- 1960	Bernard Landry (pisarz) Aide-mémoire pour Cécile
- 1961	Bernard Jourdan Saint-Picoussin
- 1962	Loys Masson Le notaire des noirs
- 1963	Jean Gilbert L'Enfant et le Harnais
- 1964	Clément Lépidis La Rose de Büyükada
- 1965	Fernand Pouillon Les Pierres sauvages
- 1966	Michel Bataille Une Pyramide sur la mer
- 1967	Solange Fasquelle L'Air de Venise
- 1968	Guy Sajer Le soldat oublié
- 1969	Elvire de Brissac A Pleur-Joie
- 1970	Roland Topor Joko fête son anniversaire
- 1971	Bernard Frank Un siècle débordé
- 1972	Alain Chedanne Shit, Man
- 1973	Michel del Castillo Le Vent de la nuit
- 1974	André Hardellet Les Chasseurs Deux
- 1975	Geneviève Dormann Le Bateau du courrier
- 1976	François Coupry Mille pattes sans tête
- 1977	Inès Cagnati Génie la folle
- 1978   Sébastien Japrisot L'Eté meurtrier
- 1979	Catherine Rihoit  Le bal des débutantes
- 1980	Roger Garaudy L'appel des vivants
- 1981	Raymond Abellio Sol Invictus
- 1982	François Weyergans Macaire le Copte
- 1983	Michel Haas La dernière mise à mort
- 1984   Jean Vautrin Patchwork
- 1985	Arthur Silent Mémoires minuscules
- 1986	Eric Deschodt Eugénie les larmes aux yeux oraz Michel Breitman Témoin de poussière
- 1987	Gilles Lapouge(inne języki) La bataille de Wagram
- 1988	Henri Anger  La mille et unième rue
- 1989	Marc Lambron L'impromptu de Madrid
- 1990	Olivier Frébourg Roger Nimier
- 1991	Jean-Jacques Pauvert Sade
- 1992	Bruno Racine Au péril de la mer
- 1993	Christian Bobin Le Très-Bas (Najniższy)
- 1994	Christophe Bataille Annam
- 1995	Pierre Charras Monsieur Henry
- 1996	Eric Neuhoff Barbe à Papa
- 1997	Eve de Castro Nous serons comme des Dieux
- 1998	Daniel Rondeau Alexandrie oraz Eric Faye Je suis le gardien du phare
- 1999	Marc Dugain La Chambre des officiers
- 2000	Philippe Hermann La vraie joie
- 2001	François Bizot Le Portail
- 2002	Jean-Luc Coatalem Je suis dans les mers du Sud
- 2003	Michka Assayas Exhibition
- 2004	Adrien Goetz La Dormeuse de Naples
- 2005	Gérard Oberlé Retour à Zornhof
- 2006	Jean-Claude Pirotte Une adolescence en Gueldre
- 2007   Stéphane Audeguy Fils unique
- 2008   Dominique Barbéris, Quelque chose à cacher
- 2009   Bruno de Cessole, L'heure de la fermeture dans les jardins d'Occident
- 2010   Bernard Chapuis, Le Rêve entouré d'eau
- 2011   Anthony Palou, Fruits & légumes
- 2012 	Michel Crépu, Le Souvenir du monde
- 2013   Pauline Dreyfus, Immortel, enfin
- 2014 	Étienne de Montety, La Route du salut
- 2015 	Serge Joncour, L'Écrivain national
- 2016 	Pierre Adrian, La Piste Pasolini
- 2017   Kéthévane Davrichewy, L'Autre Joseph
- 2018   Julie Wolkenstein, Les Vacances
- 2019   Emmanuel de Waresquiel, Le Temps de s'en apercevoir
- 2020   Jérôme Garcin, Le Dernier Hiver du Cid
- 2021   Emmanuel Ruben, Sabre
- 2022   Louis-Henri de la Rochefoucauld, Châteaux de sable[1]